# Д’Авриль, Адольф
Адо́льф д’Аври́ль (фр. Adolphe d'Avril, 17 августа 1822 года, Париж — 27 октября 1904 года, Монтрёй-сюр-Эпт) — барон, французский дипломат, публицист, переводчик и общественный деятель. Кавалер ордена Почётного легиона.

## Биография
Адольф д’Авриль родился 17 августа 1822 года в Париже (Франция). Получив юридическое образование в Сорбонне, в 1847 году начал карьеру в министерстве иностранных дел Франции. В 1866 году генеральный консул в Бухаресте. В 1868 году представитель Франции в Комиссии по вопросам судоходства по Дунаю. Карьера дипломата закончена в Чили, где в ранге посла Франции работал с 1876 по 1882 год. Умер 27 октября 1904 года в замке Копер (фр. Coppières), находящемся в Монтрёй-сюр-Эпт (Франция).

## Литературная деятельность
Адольф д’Авриль оставил значительное литературное наследие в виде наблюдений путешественника, различных переводов на французский и публицистики. Некоторые произведения он издавал под псевдонимом «Cyrille». В заметной части его работы касались славянской культуры и истории. Его перу принадлежат такие книги, как «Битва под Косово (сербская рапсодия на основе народных песен и переводов на французский язык)» (1868), «Из фольклора. Песни с берегов Немана» (1883), «Святой Кирилл и святой Мефодий» (1885). Среди славянских поэтов выделял Тараса Шевченко. Отрывки из его поэмы «Гамалия» Адольф д’Авриль в собственном переводе на французский опубликовал в книгах «Сентиментальное путешествие по славянским странам» (Париж, 1876) и «Дочь Славы. Избранное из славянской поэзии» (Париж, 1896).

## Общественная деятельность
Будучи активным членом Азиатского общества, в 1896 году, совместно с Бернаром Кара де Во, стал одним из основателей журнала «Христианский Восток».
После публикации в марте 1896 года Феликсом Шарметаном (фр. Félix Charmetant) «Армянского Мартиролога», в ряду других общественных деятелей, таких как Жорж Клемансо, Анатоль Франс, Жан Жорес, уделял значительное внимание вопросу массового уничтожения армян в Османской империи.